# Višera (Kama)
Višera (rus. Вишера) je rijeka u Permskom kraju u Rusiji.
Višera se zamrzava koncem listopada ili početkom studenoga i ostaje zamrznuta sve do konca travnja.
U porječju ove rijeke ima nalazišta dijamanata.

## Tok rijeke
Duga je 415 km, a površina porječja joj je 31.200 km². Većim dijelom teče smjerom sjever-jug. Glavne pritoke su joj: Jazva i Kolva. Lijeva je pritoka rijeke Kame.

## Vanjske poveznice
|  | Zajednički poslužitelj ima još gradiva o temi Višera (Kama) |